# انیون (کنتاکی)
انیون (به انگلیسی: Union) شهری در ایالت کنتاکی کشور ایالات متحده آمریکا است که جمعیت آن در سرشماری سال ۲۰۱۰ میلادی، ۵٬۳۷۹ نفر بوده‌است.